# Verlag Janos Stekovics
Der Verlag Janos Stekovics ist ein am 21. Januar 1992 in Halle (Saale) gegründeter, unabhängiger Verlag aus Dößel im Saalekreis. Er ist überwiegend auf mitteldeutsche Regionalia spezialisiert und verlegt kultur- und geisteswissenschaftliche Sachbücher sowie verschiedene Schriftenreihen. Der Verlag ist Mitglied im Börsenverein des Deutschen Buchhandels.

## Verlagsgeschichte
Der Verlag ist nach seinem Begründer, dem gebürtigen Ungarn János Stekovics (* 1959), geehrt 2020 mit der Ehrennadel des Landes Sachsen-Anhalt, benannt. 1992 wurden Broschüren und kleine Kunstführer veröffentlicht. 1993 wurde das erste Buch verlegt (Renate Heintze – Schmuck, ISBN 978-3-929330-11-3). 1994 ist der Verlag nach Dößel im Saalekreis, gelegen im Bundesland Sachsen-Anhalt, umgezogen. 1997 übernahm die Ehefrau Anna Heintze-Stekovics die Geschäftsleitung des Verlages. Der Verlag hat sich in den nunmehr 30 Jahren seines Bestehens (2022) auf Bände zur reichen Kulturgeschichte des mitteldeutschen Raums spezialisiert, verlegt auch Bände zu Sachthemen über die genannte Region hinaus, gelegentlich auch Belletristik. Im Mittelpunkt des Verlagsprofils stehen aufwendig illustrierte regionalhistorische Bücher mit Texten auf dem neuesten Stand der Forschung. Innerhalb der verlegerischen Vielfalt charakterisieren höchste Qualität und große Anzahl der oft großformatigen Fotografien die Publikationen des Verlages. Viele dieser Aufnahmen werden von János Stekovics für die Veröffentlichungen fotografiert. Einzelne Bücher wurden mit Buchpreisen ausgezeichnet. Im Februar 2022 waren 282 Titel von bisher verlegten 518 Werken lieferbar. 236 Titel sind vergriffen. Der Verlag präsentiert seine Neuerscheinungen regelmäßig auf der Leipziger Buchmesse.

## Autoren des Verlags (Auswahl)
- Konrad Breitenborn
- Ernst Paul Dörfler
- Karl-Heinz Drescher
- Udo Grashoff
- Ronald Gruner
- Christine Hoba
- Wolfgang Hütt
- Dieter Mucke
- Ekkehard Schall
- André Schinkel
- Ernst Schubert.

## Auszeichnungen
- 2008 Romanikpreis in Silber für den Verlag und den Herausgeber der Reihe „Kulturreisen in Sachsen-Anhalt“, Christian Antz
- 2016 das Buch „Flora, Fauna, Gartenfreude – Das Gartenreich Dessau-Wörlitz …“, ISBN 978-3-89923-352-0, erhält durch Schloss Dennenlohe den Gartenbuchpreis  „Zweitschönster Bildband 2016“
- 2017 das Buch „Wörlitz – Eine Annäherung“, ISBN 978-3-89923-372-8, erhält durch Schloss Dennenlohe den Gartenbuchpreis  „Bester Bildband 2017“[3]
- 2020 das Buch „Leidenschaft für Schönheit – Gartenträume in Sachsen-Anhalt“, ISBN 978-3-89923-424-4, erhält durch Schloss Dennenlohe den Gartenbuchpreis „Bester Bildband 2020“ und kam bei der Verleihung des Deutschen Gartenbuchpreises der Deutschen Gartenbau-Gesellschaft 1822 e. V. fürs Jahr 2021 unter die „TOP 5“[4]